# Đường cao tốc Cần Thơ – Cà Mau
Đường cao tốc Cần Thơ – Cà Mau (ký hiệu toàn tuyến là CT.01) là đoạn đường cao tốc cuối cùng thuộc hệ thống đường cao tốc Bắc – Nam phía Đông.

## Quy hoạch
Đường cao tốc này từng được quy hoạch từ năm 2015 đến 2021 với ký hiệu cũ là CT.19 trước khi được sáp nhập thành 1 phần của hệ thống đường cao tốc Bắc – Nam phía Đông.

## Vị trí
Tuyến đường cao tốc Cần Thơ – Cà Mau có tổng chiều dài là 110,9 km; điểm đầu là nút giao Cái Răng với quốc lộ 91B (Đường Nam Sông Hậu), kết nối với đường dẫn cầu Cần Thơ 2 và đường cao tốc Mỹ Thuận – Cần Thơ (trong tương lai); điểm cuối là nút giao với đường vành đai thành phố Cà Mau và theo dự thảo điều chỉnh quy hoạch thì sẽ kết nối với đường cao tốc Cà Mau – Đất Mũi. Tuyến đường sẽ đi qua địa phận của 3 địa phương: Cần Thơ (67,6 km), An Giang (17,1 km) và Cà Mau (29,6 km). Dự án được chia ra làm hai phân đoạn, đoạn Cần Thơ – Hậu Giang có chiều dài 37,65 km và đoạn Hậu Giang – Cà Mau có chiều dài 73,3 km.

## Thiết kế
Giai đoạn phân kỳ tuyến đường được đầu tư 4 làn xe không có làn dừng khẩn cấp, bố trí một số điểm dừng khẩn cấp cách quãng 4 – 5 km/1 điểm, bề rộng nền đường 17m, vận tốc 80 – 90 km/h. Giai đoạn hoàn chỉnh, sẽ được đầu tư 4 làn xe, 2 làn dừng khẩn cấp, bề rộng nền đường 25m, vận tốc tối đa 100 km/h và theo dự thảo điều chỉnh quy hoạch sẽ nâng tuyến đường lên quy mô 6 làn xe, 2 làn dừng khẩn cấp, bề rộng nền đường 32,25m; vận tốc tối đa 100 km/h.

## Xây dựng
"Sau khi Quốc hội phê duyệt chủ trương đầu tư, Bộ GTVT sẽ phối hợp với UBND các tỉnh, thành phố có dự án đi qua khẩn trương triển khai các thủ tục thực hiện các dự án nêu trên, phấn đấu cơ bản hoàn thành vào năm 2025 để thuận tiện lưu thông hàng hóa, hành khách, tạo sự bứt phá cho phát triển kinh tế – xã hội của khu vực", Bộ Giao thông vận tải thông tin.
Sáng ngày 1 tháng 1 năm 2023, Bộ Giao thông vận tải cùng Thủ tướng Phạm Minh Chính đã công bố khởi công tuyến cao tốc. Tuyến cao tốc được kỳ vọng sẽ tạo ra trục dọc "xương sống mới" kết nối nội vùng, liên vùng; thông tuyến cao tốc Bắc – Nam từ Thành phố Hồ Chí Minh – Trung Lương – Mỹ Thuận – Cần Thơ, kết nối các đường cao tốc trục ngang Châu Đốc – Cần Thơ – Sóc Trăng và Hà Tiên – Rạch Giá – Bạc Liêu trong tương lai.

## Chi tiết tuyến đường

Bảng thông tin tốc độ cao tốc (Dự kiến khi khai thác, tuyến đường vẫn còn ký hiệu CT.19 trên thực tế)

### Làn xe
- 4 làn xe, có điểm dừng khẩn cấp

### Chiều dài
- Toàn tuyến: 110,9 km

### Tốc độ giới hạn
- Tối đa: 80 – 90 km/h, Tối thiểu: 60 km/h

## Lộ trình chi tiết
- IC – Nút giao, JCT – Điểm lên xuống, SA – Khu vực dịch vụ (Trạm dừng nghỉ), TN – Hầm đường bộ, TG – Trạm thu phí, BR – Cầu
- Đơn vị đo khoảng cách là km.

| Số                                                                                             | Tên                                                                                            | Khoảng cách từ đầu tuyến                                                                       | Kết nối                                                                                        | Ghi chú                                                                                        | Vị trí                                                                                         | Vị trí                                                                                         |
| Kết nối trực tiếp với Đường cao tốc Mỹ Thuận – Cần Thơ thông qua Cầu Cần Thơ 2 (Chưa thi công) | Kết nối trực tiếp với Đường cao tốc Mỹ Thuận – Cần Thơ thông qua Cầu Cần Thơ 2 (Chưa thi công) | Kết nối trực tiếp với Đường cao tốc Mỹ Thuận – Cần Thơ thông qua Cầu Cần Thơ 2 (Chưa thi công) | Kết nối trực tiếp với Đường cao tốc Mỹ Thuận – Cần Thơ thông qua Cầu Cần Thơ 2 (Chưa thi công) | Kết nối trực tiếp với Đường cao tốc Mỹ Thuận – Cần Thơ thông qua Cầu Cần Thơ 2 (Chưa thi công) | Kết nối trực tiếp với Đường cao tốc Mỹ Thuận – Cần Thơ thông qua Cầu Cần Thơ 2 (Chưa thi công) | Kết nối trực tiếp với Đường cao tốc Mỹ Thuận – Cần Thơ thông qua Cầu Cần Thơ 2 (Chưa thi công) |
| ---------------------------------------------------------------------------------------------- | ---------------------------------------------------------------------------------------------- | ---------------------------------------------------------------------------------------------- | ---------------------------------------------------------------------------------------------- | ---------------------------------------------------------------------------------------------- | ---------------------------------------------------------------------------------------------- | ---------------------------------------------------------------------------------------------- |
| 1                                                                                              | IC Quốc lộ 91B                                                                                 | 15.4 (1975.4)                                                                                  | Quốc lộ 91B (Nam Sông Hậu)                                                                     | Đang thi công                                                                                  | Cần Thơ                                                                                        | Cái Răng                                                                                       |
| 2                                                                                              | IC Quốc lộ 1                                                                                   | 22.6 (1982.6)                                                                                  | Quốc lộ 1                                                                                      | Đang thi công                                                                                  | Cần Thơ                                                                                        | Thạnh Hòa                                                                                      |
| 3                                                                                              | IC CT.34                                                                                       | 40 (2000)                                                                                      | Đường cao tốc Châu Đốc – Cần Thơ – Sóc Trăng Quốc lộ 61                                        | Đang thi công                                                                                  | Cần Thơ                                                                                        | Thạnh Hòa                                                                                      |
| 4                                                                                              | IC Quốc lộ 61                                                                                  | 53 (2013)                                                                                      | Quốc lộ 61 Quốc lộ 61B                                                                         | Đang thi công                                                                                  | Cần Thơ                                                                                        | Vị Thủy                                                                                        |
| 5                                                                                              | IC CT.35                                                                                       | 68 (2028)                                                                                      | Đường cao tốc Hà Tiên – Rạch Giá – Bạc Liêu                                                    | Chưa thi công                                                                                  | Cần Thơ                                                                                        | Vĩnh Viễn                                                                                      |
| 6                                                                                              | IC Đường tỉnh 978                                                                              | 81 (2041)                                                                                      | Đường tỉnh 978                                                                                 | Đang thi công                                                                                  | Cà Mau                                                                                         | Vĩnh Lộc                                                                                       |
| 7                                                                                              | IC Đường tỉnh 979                                                                              | 85 (2045)                                                                                      | Đường tỉnh 979                                                                                 | Đang thi công                                                                                  | Cà Mau                                                                                         | Ninh Thạnh Lợi                                                                                 |
| 8                                                                                              | IC Đường tỉnh 980B                                                                             | 95 (2055)                                                                                      | Đường tỉnh 980B                                                                                | Đang thi công                                                                                  | An Giang                                                                                       | Vĩnh Phong                                                                                     |
| 9                                                                                              | IC Quốc lộ 63                                                                                  | 111 (2071)                                                                                     | Quốc lộ 63                                                                                     | Đang thi công                                                                                  | Cà Mau                                                                                         | Thới Bình                                                                                      |
| 10                                                                                             | IC Cà Mau                                                                                      | 126.3 (2086.3)                                                                                 | Đường hành lang ven biển phía Nam                                                              | Cuối tuyến đường cao tốc Đang thi công                                                         | Cà Mau                                                                                         | Hồ Thị Kỷ                                                                                      |
| Kết nối trực tiếp với Đường cao tốc Cà Mau – Đất Mũi                                           |                                                                                                |                                                                                                |                                                                                                |                                                                                                |                                                                                                |                                                                                                |
| 1.000 mi = 1.609 km; 1.000 km = 0.621 mi                                                       |                                                                                                |                                                                                                |                                                                                                |                                                                                                |                                                                                                |                                                                                                |

Ghi chú
1. ↑  Khoảng cách tiếp nối từ đoạn cầu Chà Và Lớn – Cái Răng